# Гоніння християн

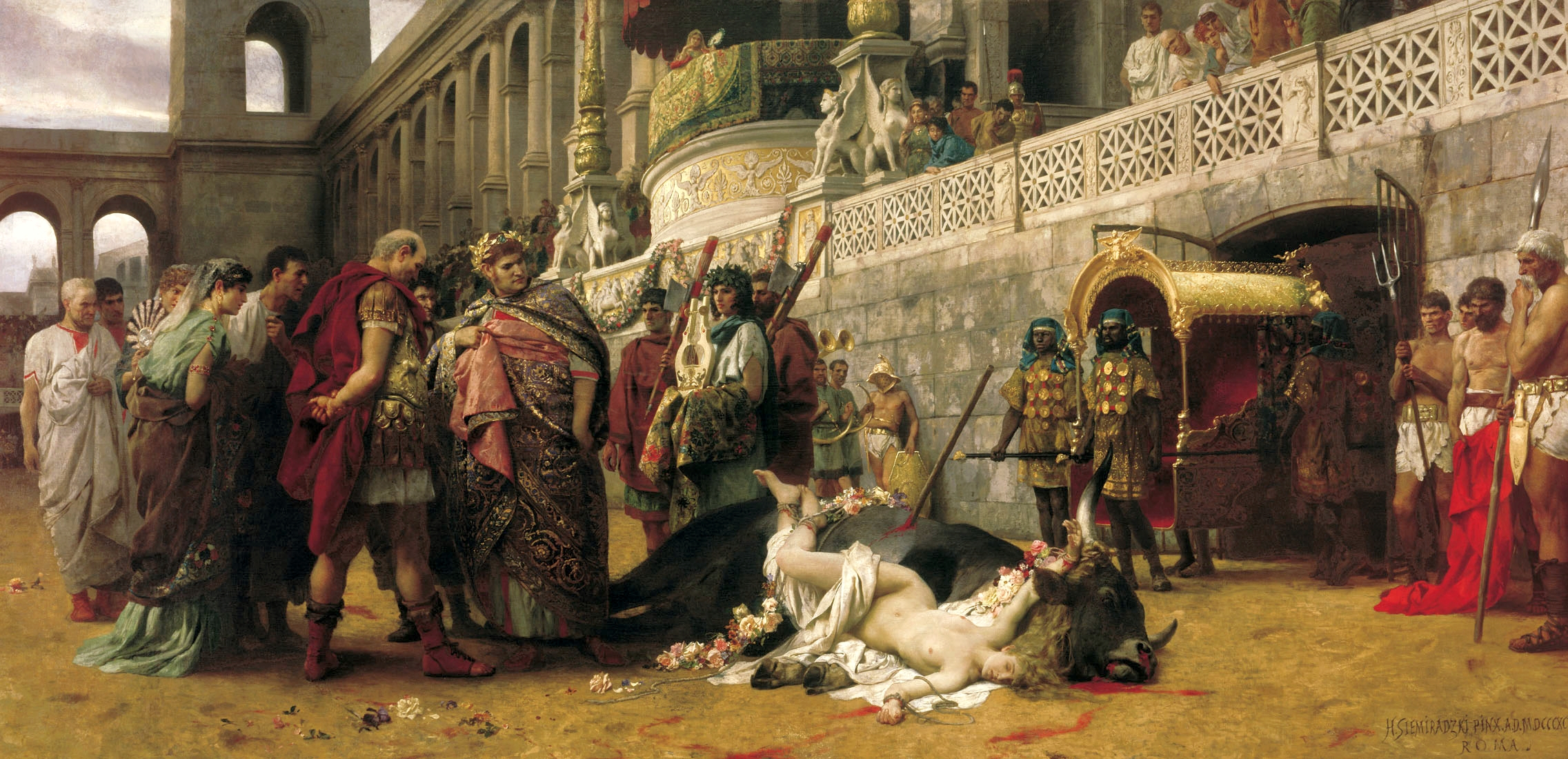
«Християнська Дирцея в цирку Нерона», Генріх Семирадський (1897, Національний музей у Варшаві).

Гоніння на християн, переслідування християнства — організоване релігійне переслідування християн. У більшості християнські гоніння здійснюються у регіонах, де християни становлять меншість, і переслідування здійснюється можновладцями або більшістю населення, або і першими і другими. Приклади християнських переслідувань складаються з домагання, наклепницьких кампаній, позбавлення майна, відсторонення від державних посад, тюремного ув'язнення або заслання.

Найбільш відомим прикладом гоніння християн є переслідування християн у Римській імперії.

## Прояви
Типові форми переслідування християн — це звинуваченнями в богохульстві проти інших релігій; примусове переміщення й депортація; позбавлення прав, порівняно з представниками інших релігій; знищення або конфіскація місць поклоніння; залякування та викрадення для примусового навернення в інші релігії (в тому числі через одруження); поширення образливої і водночас неправдивої інформації про християн; перешкоджання прийняттю християнства. Історично — також систематичні страти, що практикувалися в Римській імперії, Японії та деяких інших державах.

## Античність

### Юдейські гоніння
Юдеї не прийняли позицію християн, що Ісус Христос був Сином Божим. Єврейські лідери також боялися, що християнство призведе до розколу юдаїзму. Тому християнська громада, яка виникла в Єрусалимі, була жорстоко переслідувана. Першим християнським мучеником був Стефан, забитий камінням у 35 році н.е. за рішенням синедріону. Серед присутніх на страті був Савл, пізніше навернений у християнство, де став більше відомий як апостол Павло. Переслідування християн у Юдеї спонукало християнських місіонерів, які до цього часу проповідували лише серед євреїв, відправитися в інші частини Римської імперії. Римська влада спершу розглядала конфлікт як внутрішню проблему.

### Гоніння на християн в Римській імперії
Детальніше: Гоніння на християн у Римській імперії

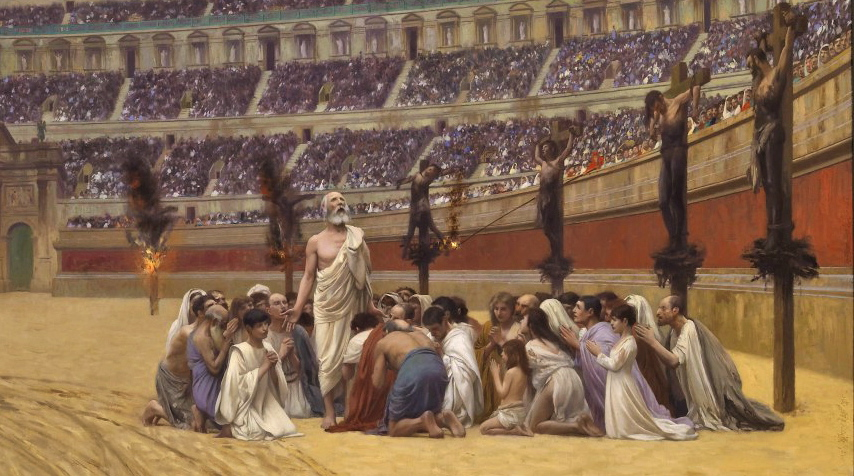
Жан-Леон Жером, фрагмент картини "Остання молитва християнських мучеників", між 1863 та 1883 рр.

У межах Римської імперії допускалося співіснування різних релігій, однак, усі були зобов'язані долучатися до культів римського язичництва: приносити жертви римським богам і вшановувати імператорів на рівні з ними. Юлій Цезар (100-44 рр. до н. е.) звільнив юдеїв від справляння державних культів Риму, але християни не мали такого права. Формально християнство дозволялося як приватна релігія, але від вірян вимагалося брати участь у публічному релігійному житті імперії та підтверджувати вшанування римських богів офіційними документами. З огляду на це, християнство не могло не вступити у конфлікт з римською державою. Імператори І–ІІ ст. н. е., можливо, через несприйняття культу імператора християнами, звинувачували їх на підставі закону про образу величі римського народу, як про це говорить Тертуліан (Sic et circa maiestatem imperatoris infamamur). (див. також: Цар-бог)
Перші 4 століття своєї історії християнство розвивалося в умовах гонінь, організованих Римською імперією. До християн застосовувалися численні й систематичні страти під приводом покарання за «державну зраду». З огляду на це в християнстві сформувалося стійке поняття про шляхетність мучеництва за віру.
Найраніші заходи римського уряду проти християн можна, ймовірно, датувати періодом правління імператора Клавдія. За повідомленням Светонія цей імператор «юдеїв, постійно підбурюваних Хрестом (Iudaeos impulsore Chresto assidue) вигнав з Рима». Светоній не відрізняв християн та юдеїв, і Клавдій ймовірно сприймав їх як юдейську секту. Гоніння досягли піку в 64 році, коли імператор Нерон вказав християн винними за пожежу у Римі. Більша частина Рима була знищена, або пошкоджена вогнем внаслідок пожежі, яка спалахнула у липні 64 року. Діон Кассій же передає ворожу для Нерона версію, за якою палії були послані самим принцепсом для підпалу будинків у різних частинах міста. Ймовірно прагнучи відвернути підозру від себе, Нерон поклав провину за пожежу на християн. Багатьох християн було схоплено, піддано жорстоким тортурам і страчено. Саме в цей час стратили апостола Павла, якого проте, на відміну від інших християн, засудили до обезголовлення мечем, оскільки він був римським громадянином. Светоній жодним чином не пов'язує це із пожежею. Таціт, розповідаючи про події періоду правління імператора Нерона, вказує на сприйняття християн як окремої, відмінної від юдеїв релігійної групи. Самі ж юдеї до християн ставилися вкрай вороже. Під час юдейського повстання Бар-Кохби, за наказом ватажка повсталих, лише християн жорстоко катували, якщо вони не зрікалися Христа і відмовлялися виголошувати йому хулу. Приблизно в цей час про християн стали поширювати різні забобони, наприклад, про поїдання ними немовлят або про інцест (через звернення "брат" і "сестра" в подружжях).
Пізніше, при імператорі Доміциані (81 — 96), християни піддавалися переслідуванням, цього разу, як у Римі та Малій Азії, але ці гоніння сповільнилося після смерті Доміціана.
У наступні півтора століття, ймовірно, централізовано організоване гоніння на християн не відбувалося, хоча християнство і не було легалізоване. За імператора Траяна (98-117 рр.) християн уже чітко відрізняли від юдеїв і від них вимагалося поклонятися римським богам. Разом з тим у розмові з Плінієм Молодшим, губернатором Віфінії у 111 році, Траян наголосив, що християн, які продемонстрували відмову вшанування римських богів, треба стратити; але переслідувати їх усіх непотрібно.
Марк Аврелій, попри свою поміркованість і деякі спільні з християнством погляди, під впливом учителів-філософів ставився до християн як до небезпечних революціонерів, які проповідують аморальність. За його правління з'явилася антихристиянська література. Юстин, перший християнський філософ, загинув під час правління Марка Аврелія.
У 250 році імператор Децій почав досі найбільш повні і організовані гоніння на християн. Він не вимагав від християн зректися віри, але вимагав поклоніння римським богам, стурбований загальним ослабленням язичницького культу на тлі постійних воєн із варварами. Частина християн піддалися вимогам, але також процвітала корупція, коли за хабарі християни купували собі свідоцтва про принесення жертв римським богам. У цей час був заарештований і підданий тортурам Ориген. Його наступник Валеріан поновив переслідування в 257 році, покладаючи на християн вину за чуму, міжусобиці та подальше ослаблення імперії. Майно багатьох християн було конфісковано, їх самих страчено чи відправлено на каторгу. Але в травні 260 року Валеріан потрапив у полон і його син та співправитель Галлієн, прагнучи завоювати прихильність східних християн для боротьби проти персів, скасував едикти проти них.
Попри переслідування, християнство продовжувало здобувати послідовників і до початку IV ст. близько 10% населення імперії могли бути християнами. Це викликало занепокоєння римської влади, що християни можуть захопити керування імперією. Але в 303 році ініційовано імператором Діоклетіаном нові гоніння з більшою силою, ніж будь-коли. Солдати зруйнували новозбудовану християнську церкву в Нікомедії. Християни міста були страчені, а їхні священні книги спалені. Наступного дня імператор видав указ, яким забороняв християнам збиратися на молитву. Усі християнські писання повинні були бути спалені, а церкви зруйновані. Християн, які не зреклися своєї віри, наказувалося стратити. Але імператор Костянтин, який прийшов до влади в 305 році, визнав, що знищити християнство неможливо, тому вирішив заручитися їхньою підтримкою в боротьбі за трон. У 313 році Костянтин видав указ, згідно з яким християнство стало легальною релігією в імперії. Дозволялося будувати церкви та справляти обряди. Більше того - в 380 році імператор Феодосій затвердив християнство панівною релігією Римської імперії.

## Середньовіччя та Новий час

### Норманські гоніння
Вторгнення вікінгів на європейські англосаксонські землі супроводжувалося грабунками християнських церков, монастирів і портів, іноді супроводжуючись убивствами. Водночас відомо про випадки, коли вікінги платили відшкодування за вбивства. З цього можна судити, що вони вбивали не за релігійною ознакою. Разом з тим ці вбивства були не поодинокими. Так, у абатстві Айона біля західного узбережжя Шотландії під час набігів у 802 і 806 роках вікінги вбили 68 християн, які жили там.

### Мусульманські гоніння
За раннього й середнього середньовіччя існували великі християнські громади на територіях колишніх східних патріархатів Римської імперії, а також у перській Месопотамії. Після ісламського завоювання вони почали обмежуватися в правах і зазнавати утисків. Сирія та Палестина перетнули поріг мусульманської демографічної більшості в XII ст., тоді як Єгипет, можливо, подолав цей показник навіть пізніше, в XIV ст. Кількість християнських мучеників за той час відносно невелика - близько 270 на весь ісламський світ. Переслідувань офіційно зазнавали мусульмани, навернені в християнство (за віровідступництво), або християни, засуджені за богохульство на пророка Мухамеда та Аллаха. Проте на практиці переслідування мали значно більші масштаби. Оскільки в ісламській релігії християни вважаються «людьми Писання» (разом з юдями та зороастрійцями), під ісламською владою вони мали статус зіммій. Коран прямо забороняє шкодити зімміям, хоча вони мали нижчий за мусульман статус і були зобов'язані сплачувати джизію та харадж. Християни, які не могли сплатити ці податки, були змушені продавати своїх дітей у рабство мусульманам, де тих змушували прийняти іслам, або самим стати мусульманами. 

### Китайські гоніння
Починаючи з кінця XVII ст. і принаймні протягом століття потім, християнство було заборонено в Китаї імператором Кансі династії Цін після того, як Папа Римський Климент XI заборонив китайським католикам вшановувати Конфуція, Будду чи Гуаньїнь. 

### Японські гоніння
Токуґава Іеясу заборонив католицизм у 1614 році, а в середині XVI ст. зажадав вигнання всіх європейських місіонерів і страти всіх навернених у християнство. Це означало кінець відкритого християнства в Японії, проте таємні групи продовжили існувати, маскуючись під представників інших релігій. 

## Сучасність
У 2010 році Папа Бенедикт XVI заявив, що християни є найбільш переслідуваною релігійною групою в сучасному світі. У своїй промові на 23-й сесії Ради ООН з прав людини в травні 2013 року тодішній постійний спостерігач Святого Престолу при Організації Об'єднаних Націй у Женеві Сільвано Марія Томазі заявив, що «понад 100 000 християн щороку насильницько вбивають через певний зв'язок зі своєю вірою». Однак, це твердження було оскаржене, оскільки у вказану кількість входили християни, здебільшого загиблі під час війни у Конго та Геноциду у Руанді в 1990-і, метою яких не було вбивство конкретно християн.
Згідно зі списком World Watch List, станом на 2025 рік переслідування християн відбувається в 50-и країнах. У середньому ⅐ християн зазнає переслідування, що складає 380 млн осіб. Переважно це відбувається в ісламських державах, атеїстичних (агностичних), індуїстських і буддистських. Також частку складають внутрішньохристиянські переслідування. Найжорстокіші (але не завжди найчисельніші) переслідування відбуваються в Північній Кореї, Сомалі, Ємені, Лівії, Судані, Еритреї, Нігерії, Пакистані, Ірані, Афганістані, Індії, Саудівській Аравії та М'янмі. Впродовж 2024 року по світу за релігійні погляди вбито майже 4500 християн, і понад 4700 ув'язнено.
У звіті Папського фонду «Допомога Церкві в потребі» за 2022—2024 роки повідомлено, що міграція християн і позбавлення їх громадянських прав у країнах Близького Сходу й Африки ймовірно призведе до того, що місцеві церкви не виживуть у довгостроковій перспективі.

## Вплив на віровчення
Перші християни вірили, що після смерті їм доведеться чекати повернення Ісуса Христа на землю, щоб воскреснути. Однак, численні випадки насильницької смерті християн від римських переслідувачів сприяли уявленню, що мученики постраждали за все людство, як і Ісус, а тому потрапляють одразу ж на небо до Бога. Під натхненням таких мучеників, як Павло, Петро та Ігнатій, у ранніх християн стало популярним прагнути мученицької смерті. 